# إيرل د. بلوم
إيرل د. بلوم (بالإنجليزية: Earl D. Bloom) هو محامي أمريكي، ولد في 29 مايو 1871 في مقاطعة وود في الولايات المتحدة، وتوفي في 8 يونيو 1930 في توليدو في الولايات المتحدة.